# Škoda Karoq
La Škoda Karoq è un'autovettura di tipo crossover SUV compatto della casa automobilistica ceca Škoda Auto dal 2017.

## Descrizione e profilo

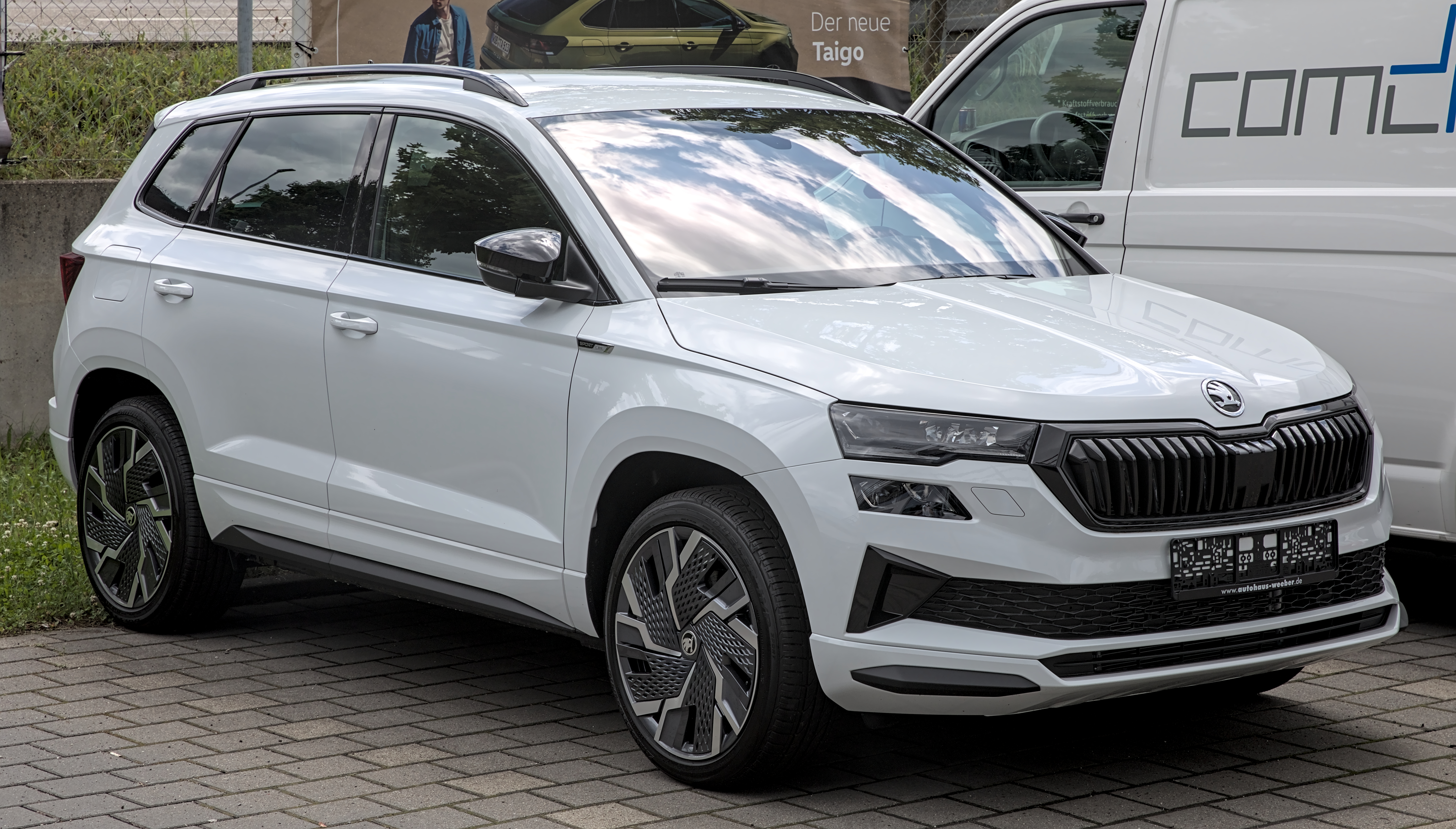
Restyling 2021

Basata sulla piattaforma MQB del gruppo Volkswagen, Karoq è un SUV di segmento C dalla lunghezza di 4,38 metri. La vettura sfrutta il sistema VarioFlex, un optional esclusivo di Škoda che permette di avanzare o arretrare i sedili. Lo spazio di carico passa dai 479 litri ai 588 litri (divanetto posteriore completamente avanzato), per arrivare a 1810 litri quando si rimuovono completamente i sedili.

## Restyling 2021
Il restyling della Karoq è stato presentato nel dicembre 2021. L'aggiornamento esteticamente si caratterizza nella parte anteriore e posteriore che sono state ambedue completamente ridisegnate e all'interno con un nuovo quadro strumenti digitale da 10,25", climatizzatore automatico a tre zone, sospensioni adattive DCC (Dynamic Chassis Control) e tetto panoramico apribile panoramico per gli allestimento più costosi.

## Motorizzazioni
| Modello     | Disponibilità  | Motore  | Cilindrata (cm³) | Potenza         | Emissioni CO2 (g/km) | 0-100 km/h (secondi) | Velocità max (km/h) | Consumo medio (km/l) |
| 1.0         | dal debutto    | Benzina | 999              | 85 kW (116 CV)  | 119                  | 10,6                 | 187                 | 18,9                 |
| 1.5 TSI DSG | dal debutto    | Benzina | 1498             | 110 kW (150 CV) | 125                  | 8,6                  | 203                 | 18,2                 |
| 1.6 TDI     | dal debutto    | Gasolio | 1598             | 85 kW (116 CV)  | 120                  | 10,7                 | 188                 | 21,7                 |
| 2.0 TDI 4x4 | dal debutto    | Gasolio | 1968             | 110 kW (150 CV) | 131                  | 8,7                  | 196                 | 20,0                 |
| 2.0 TDI 4x4 | da giugno 2018 | Gasolio | 1968             | 140 kW (190 CV) |                      |                      |                     |                      |